# Igreja Matriz de Treixedo
A Igreja Matriz de Treixedo, Igreja Paroquial de Treixedo ou Igreja de Nossa Senhora da Assunção, localizada em Treixedo, no município Santa Comba Dão, é um templo com quase 300 anos.
O início da sua construção, com o lançamento da primeira pedra pelo bispo de Viseu, D. Jerónimo Soares, ocorreu no dia 29 de Maio de 1712. Era, então, prior o Dr. João Ayres Correa de Abreu.
Em estilo barroco-rococó, a sua implantação no terreno tem duas curiosidades: a sua planta é em forma de cruz, com cinco altares, e contrariando a prática corrente em praticamente todo o mundo cristão, tem a entrada voltada para nascente e o sacrário para poente.
Além da sua riquíssima talha dourada, possui um fresco num dos tectos.
Mais informação na Página de Treixedo

## Galeria de imagens

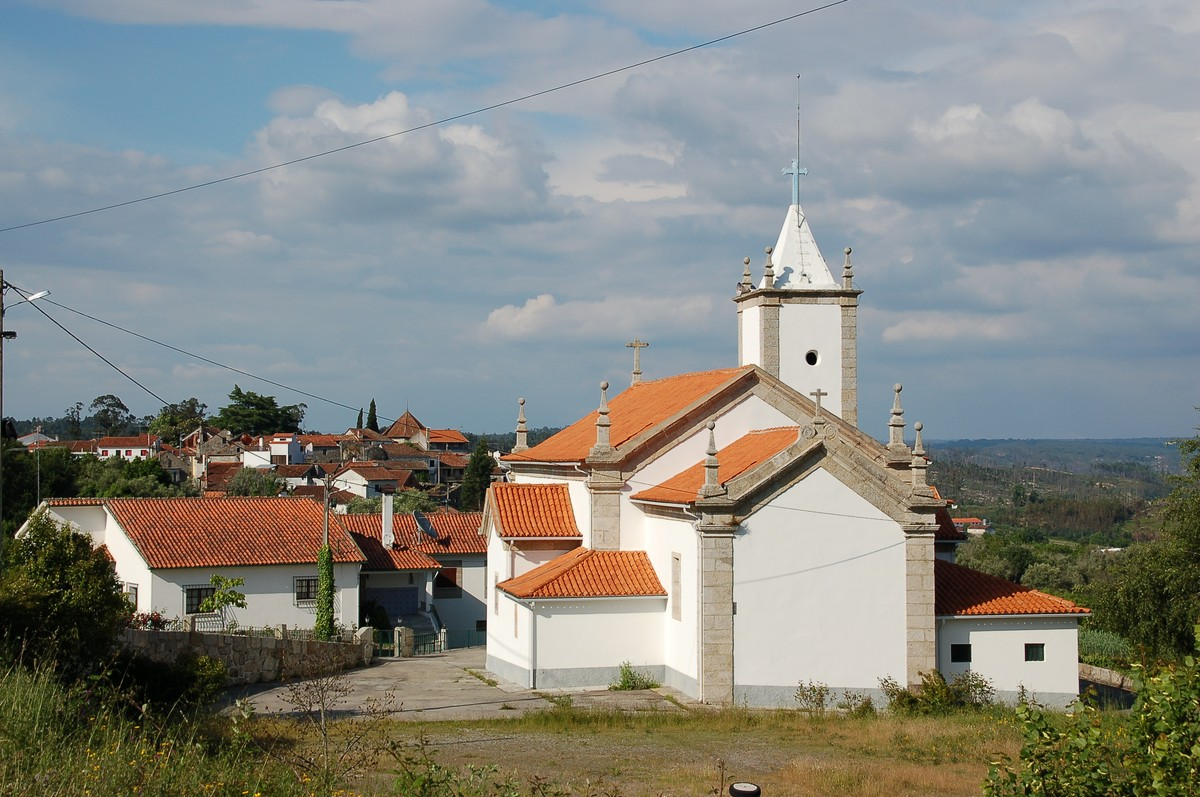
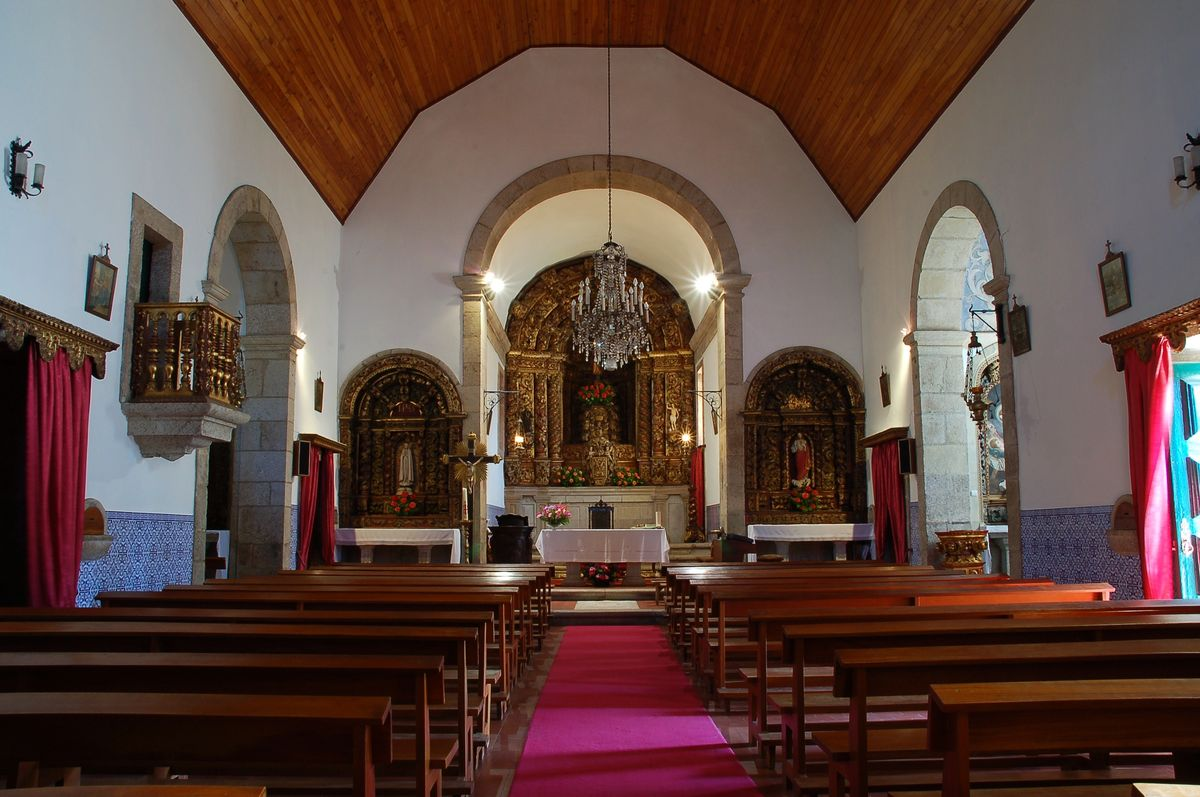
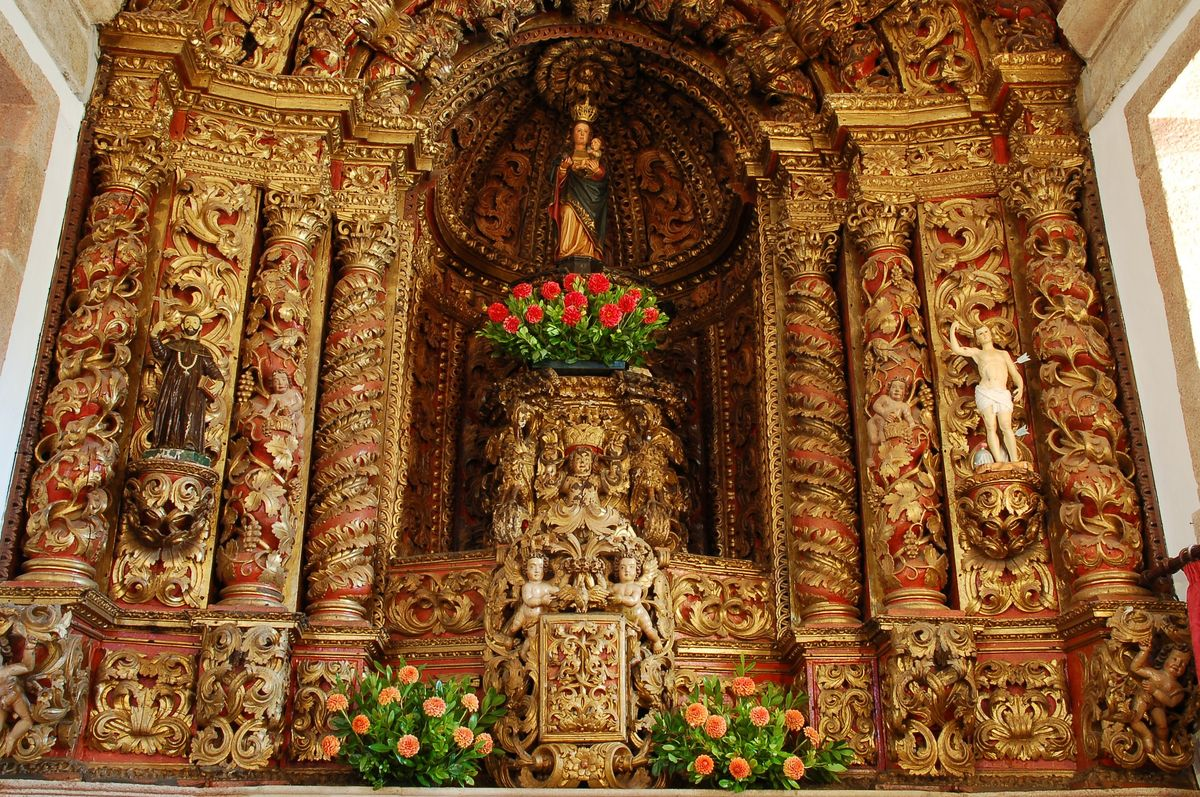
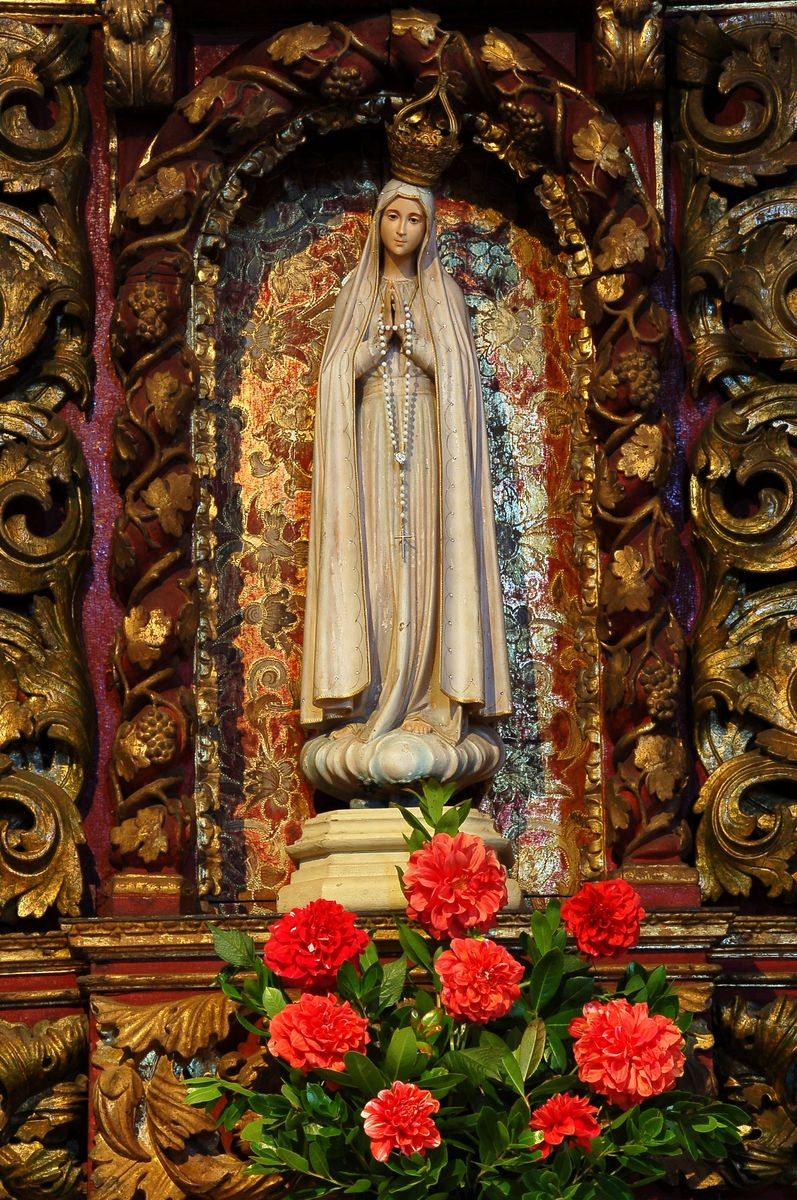
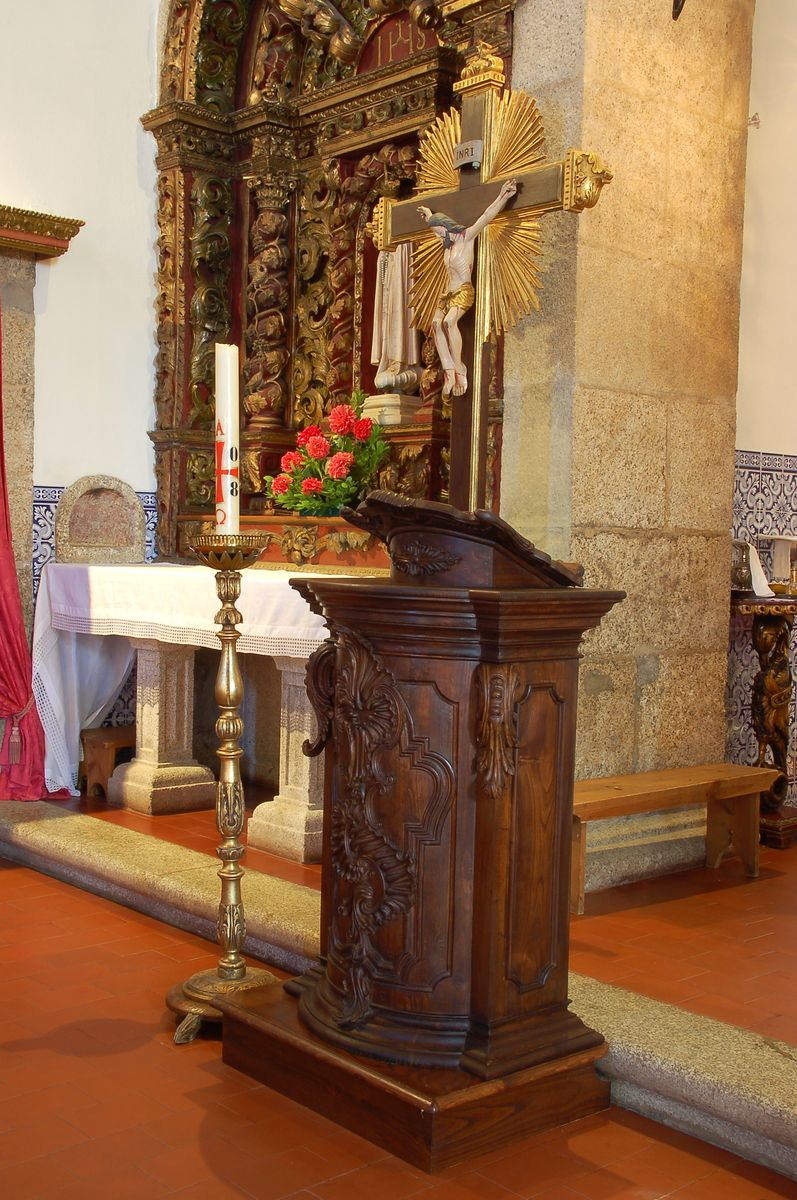
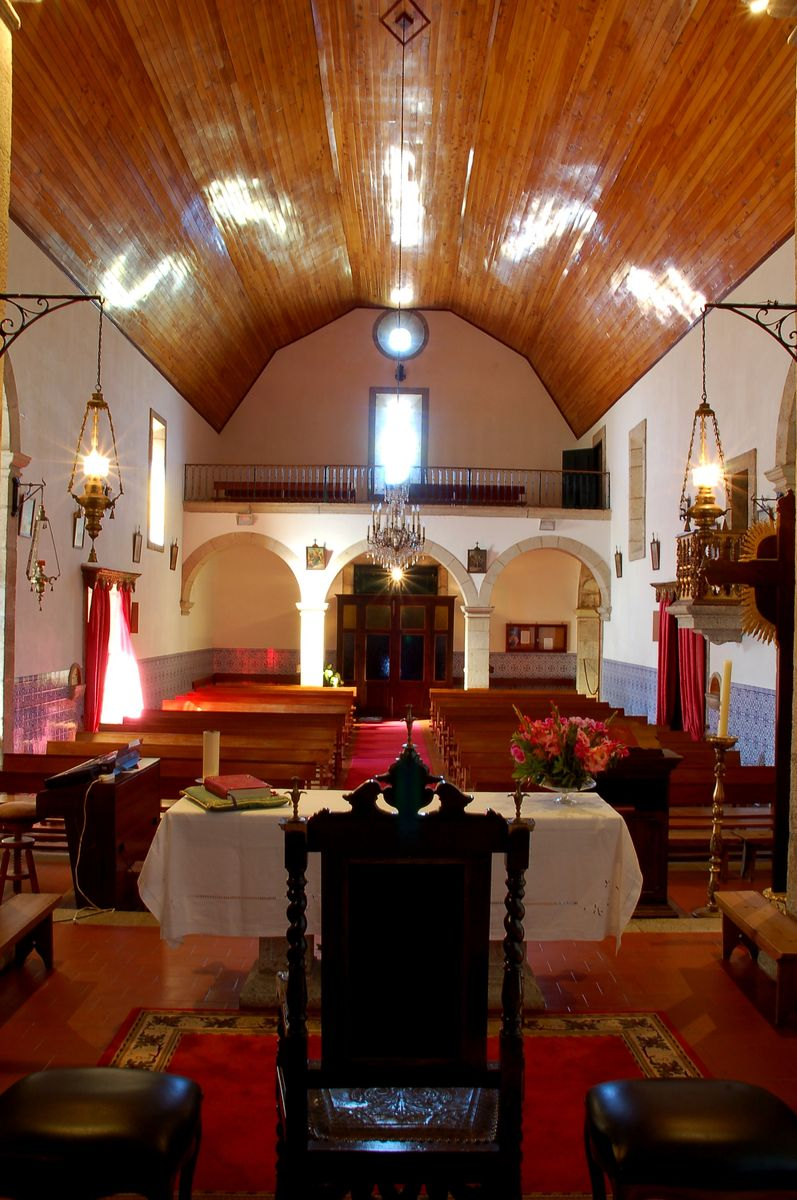
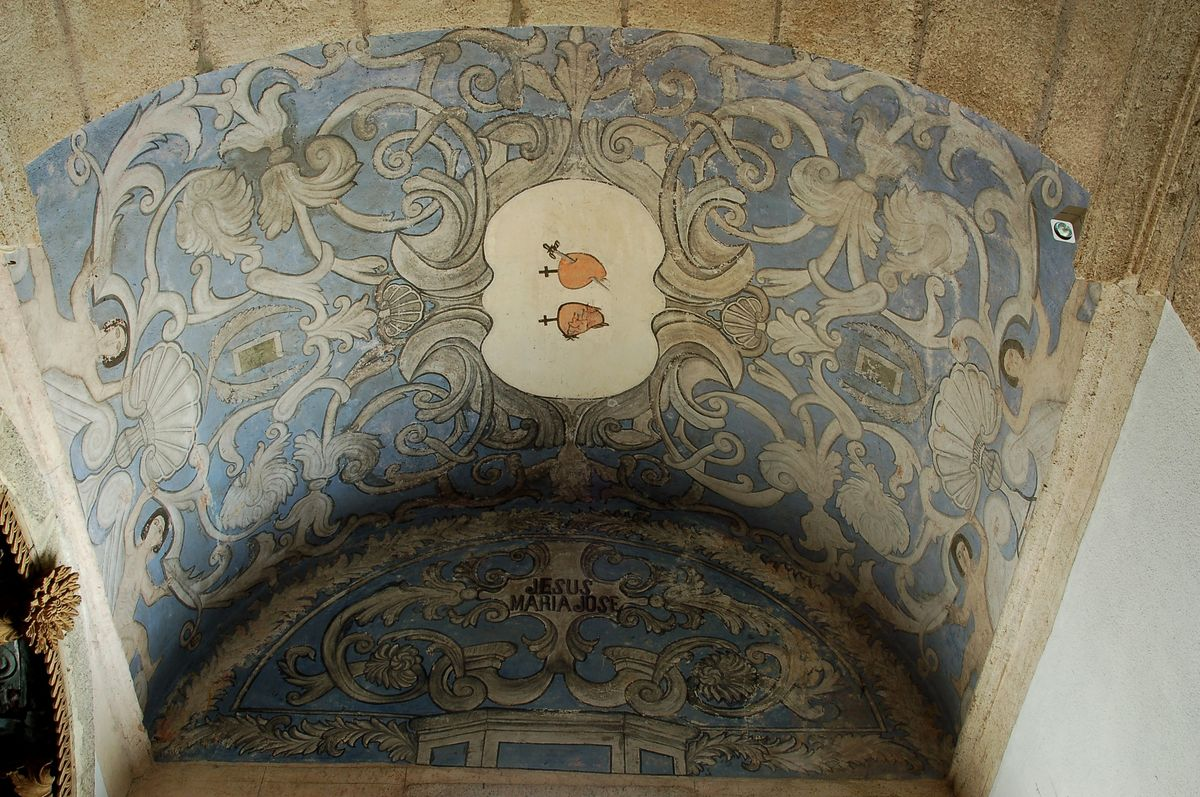